# Стебаев, Игорь Васильевич
Игорь Васильевич Стебаев (26 декабря 1925, Москва — 8 апреля 2009, Новосибирск) — советский и российский учёный-энтомолог, профессор, доктор биологических наук, основатель и заведующий кафедрой общей биологии и экологии в Новосибирском университете.

## Биография
Родился 26 декабря 1925 года в Москве.
В 1952 году окончил биолого-почвенный факультет Московского государственного университета, в котором затем работал преподавателем.
Одним из первых учителей И. В. Стебаева был Григорий Яковлевич Бей-Биенко — известный советский энтомолог, благодаря которому Стебаев начал исследования в области экологии и зоогеографии прямокрылых насекомых.
В 1971 году защитил докторскую диссертацию на тему «Экологическое своеобразие и пространственная структура почвенно-зоологических комплексов каштановых и сопутствующих им почв гор юга Сибири».
После переезда в Сибирь основал кафедру Общей биологии и экологии в Новосибирском госуниверситете.
До 2005 года читал лекции по зоологии беспозвоночных и экологии студентам первого курса отделения биологии.
Скончался 8 апреля 2009 года в Новосибирске.

## Вклад в науку
Организатор почвенно-зоологических исследований.
Среди его коллег, учеников и последователей Пивоварова Ж. Ф., Мордкович В. Г., Сергеев М. Г., Резникова Ж. И., Бугров А. Г.
Область научных интересов:
- Трофика и динамика численности саранчовых
- Поведение саранчовых.

## Публикации
Автор и соавтор многих статей, учебных пособий, в их числе:
- Стебаев И. В., Пивоварова Ж. Ф., Смоляков Б. С., Неделькина С. В. Общая и биогеосистемная экология. Новосибирск: Наука, 1993. — 288 с. ISBN 5-02-030597-9
- Стебаев И. В., Пивоварова Ж. Ф., Смоляков Б. С., Неделькина С. В. Биогеосистемы лесов и вод России. Новосибирск: Наука, 1993. — 346 с. ISBN 5-02-030587-1
- Стебаев И. В. Кузнечик дорогой: Эволюционно-экологические очерки для среднего и старшего школьного возраста. Новосибирск: ИНФОЛИО-пресс, 2000. 64 с. ISSN 1810-3960